# Ярви, Неэме Аугустович
Не́эме Аугустович Я́рви (эст. Neeme Järvi; род. 7 июня 1937, Таллин) — советский, эстонский и американский дирижёр. Народный артист Эстонской ССР (1971). Лауреат Государственной премии СССР (1978).

## Учёба
В 1955—1960 годах учился в Таллинском музыкальном училище на отделениях ударных инструментов и хорового дирижирования.
В 1955—1960 годах учился в Ленинградской консерватории на отделении оперно-симфонического дирижирования у Николая Рабиновича и Евгения Мравинского.

## Начало карьеры в СССР
Как симфонический дирижёр дебютировал в 18-летнем возрасте в Эстонии, как оперный — в качестве дирижёра оркестра Ленинградского государственного академического театра оперы и балета им. С. М. Кирова с оперой Жоржа Бизе «Кармен».
В 1963 г. стал главным дирижёром сразу двух коллективов: симфонического оркестра Эстонского телевидения и радио (в 1975 г. преобразованного в Государственный симфонический оркестр Эстонской ССР) и оркестра театра оперы и балета «Эстония». С 1976 г. сосредоточился на работе с симфоническим оркестром. В 1960-х годах после многочисленных гастролей по республикам бывшего СССР и странам Восточной Европы с Театром им. Кирова стал широко известен далеко за пределами Эстонии.

## Международная карьера
Свою международную карьеру Ярви начал в 1971 году, после победы в Италии на конкурсе Музыкальной академии Санта-Чечилия. За этим событием последовали приглашения со всего мира от многих известных оркестров и знаменитых оперных театров.
В 1980 году Ярви с семьёй покинул Советский Союз и переехал в США, с 1987 г. гражданин США. В 1982—2004 годах главный дирижёр Гётеборгского симфонического оркестра, одновременно в 1984—1988 годах возглавлял Шотландский национальный оркестр, а в 1990—2005 годах Детройтский симфонический оркестр. Был также главным приглашённым дирижёром Бирмингемского симфонического оркестра (1981—1983) и др. С 2005 г. главный дирижёр гаагского Резиденц-оркестра — одного из трёх ведущих оркестров Нидерландов (в России знаменитого, в частности, тем, что именно им на протяжении последних лет своей жизни руководил Евгений Светланов). Регулярно выступает с Лондонским симфоническим оркестром, амстердамским Концертгебау, Оркестром Парижа и другими ведущими коллективами мира.
В 2010 году снова возглавил Эстонский национальный симфонический оркестр; через несколько месяцев решил покинуть его из-за разногласий с министерством культуры, однако вернулся к следующему сезону и продолжил работу с оркестром.
За последние[какие?] 12 лет дал 1119 концертов в 125 городах, руководя 72 различными оркестрами.
В числе прочего Ярви известен как исполнитель многих редко исполняемых и малоизвестных симфонических партитур. Так, например, он стал одним из исполнителей реконструированной советским музыковедом Семёном Богатырёвым Симфонии ми-бемоль мажор Петра Чайковского. Среди записей, осуществлённых дирижёром, — полные собрания симфоний Хуго Альвена, Курта Аттерберга, Сэмюэла Барбера, Александра Бородина, Нильса Гаде, Александра Глазунова, Антонина Дворжака, Василия Калинникова, Богуслава Мартину, Карла Нильсена, Сергея Прокофьева, Николая Римского-Корсакова, Яна Сибелиуса, Вильгельма Стенхаммара, Эдуарда Тубина, Зденека Фибиха, Дмитрия Шостаковича, все оперы Сергея Рахманинова, собрания симфонических сочинений Людвига ван Бетховена, Эдварда Грига, Антонина Дворжака, Яна Сибелиуса.
С 2012 года музыкальный руководитель Оркестра романской Швейцарии. Договор с Ярви был заключён на три сезона до 31 августа 2015 года.
Дядя — советский военачальник Аугуст Фельдман, военный комиссар Эстонской ССР.
Двое сыновей Неэме Ярви — Пааво и Кристьян Ярви — также профессиональные дирижёры.

## Награды и звания
Удостоен многих призов и почётных званий.
- Лауреат первой премии Международного конкурса Музыкальной академии Санта-Чечилия (1971, Рим).

- Заслуженный деятель искусств Эстонской ССР (1965).

- Народный артист Эстонской ССР (1971).

- За концертные программы 1974—1976 годов удостоен Государственной премии СССР[2].

- Кавалер ордена Полярной звезды (1990, Швеция).

- Орден Государственного герба III степени (1996).

- Знак «Герб Таллина» (1997).

- Лауреат Национальной премии Эстонии в области культуры (2017).

В числе прочего является почётным доктором Эстонской академии музыки и театра, университетов в Детройте, Абердине (Шотландия), Гётеборге.
У себя на родине носит негласный титул «эстонец столетия» и является почётным гражданином города Пярну.
Вошёл в составленный в 1999 году по результатам письменного и онлайн-голосования список 100 великих деятелей Эстонии XX века.